# Juanín García
Juan García Lorenzana, ismertebb nevén Juanín García (León, 1977. augusztus 28. –) spanyol kézilabdázó, jelenleg az FC Barcelona játékosa. A 2008-as olimpián bronzérmes spanyol férfi válogatott tagja volt. Korábban a BM Ademar León csapatában szerepelt. Ezzel a két csapattal több jelentős sikert elért, többszörös bajnok, kupagyőztes, és a KEK-et is többször sikerült elhódítania aktuális csapatával. A válogatottal egyszeres világbajnok (2005).